# Chilecito (kommunhuvudort)
Chilecito är en kommunhuvudort i Argentina.   Den ligger i provinsen La Rioja, i den nordvästra delen av landet, 1 100 km nordväst om huvudstaden Buenos Aires. Chilecito ligger 1 125 meter över havet och antalet invånare är 42 248.
Terrängen runt Chilecito är kuperad västerut, men österut är den platt. Runt Chilecito är det glesbefolkat, med 9 invånare per kvadratkilometer.. Chilecito är det största samhället i trakten.
Omgivningarna runt Chilecito är i huvudsak ett öppet busklandskap.